# Абазинка (приток Пшехи)
Абазинка (балка Пшеская, Пшехская) — река в России, протекает в Белореченском районе Краснодарском крае. Правый приток реки Пшеха.

## География
Река Абазинка берёт начало в балке Липовая. Течёт на север через леса. Устье реки находится у станицы Пшехская в 15 км по правому берегу реки Пшеха. Длина реки составляет 28 км, площадь водосборного бассейна — 96,1 км².

## Данные водного реестра
По данным государственного водного реестра России относится к Кубанскому бассейновому округу, водохозяйственный участок реки — Белая. Речной бассейн реки — Кубань.
Код объекта в государственном водном реестре — 06020001112108100005035.